# Крило Сіону
Крило Сіону (івр. כנף ציון, трансліт. Knaf Tzion; араб. جناح صهيون, трансліт. Janah Sahyoun) — основний урядовий транспортний літак держави Ізраїль, призначений для перевезення президента і прем'єр-міністра за кордон під час міжнародних візитів. Літак є широкофюзеляжним двомоторним авіалайнером Boeing 767-338ER, що належить Повітряним силам Ізраїлю.

## Історія

### 1940—1950-ті

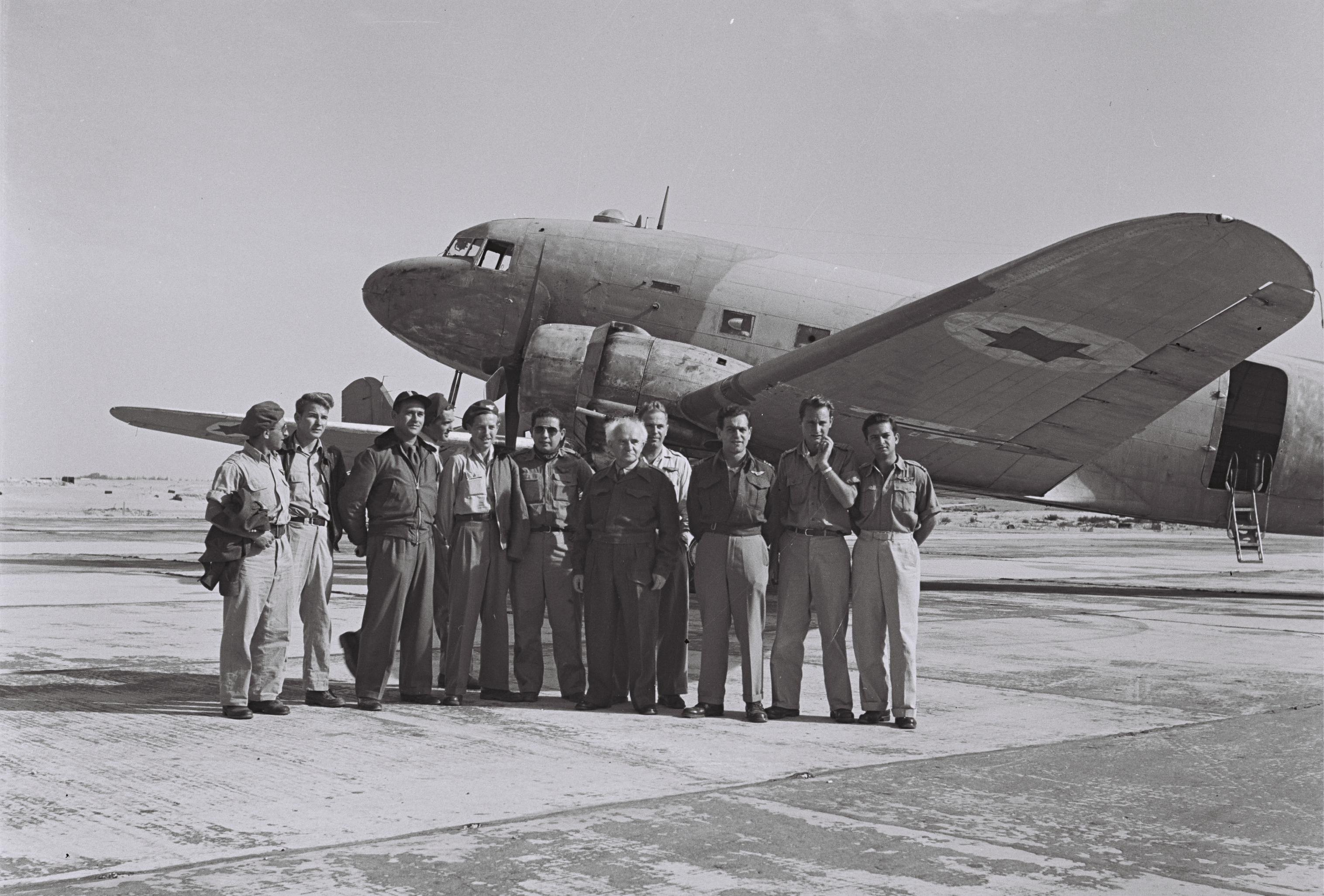
Прем'єр-міністр Давид Бен-Гуріон стоїть біля свого Douglas C-47 Skytrain

У перші місяці після створення Ізраїлю в 1948 році перший прем'єр-міністр Давид Бен-Гуріон використовував військові гвинтові літаки, такі як Douglas DC-3 і C-47, що належали Армії оборони Ізраїлю (ЦАХАЛ), для поїздок по країні, щоб відвідати кілька військових фронтів під час Першої арабо-ізраїльської війни 1948 року і Суецької кризи 1956 року.

### 1950—1960-ті

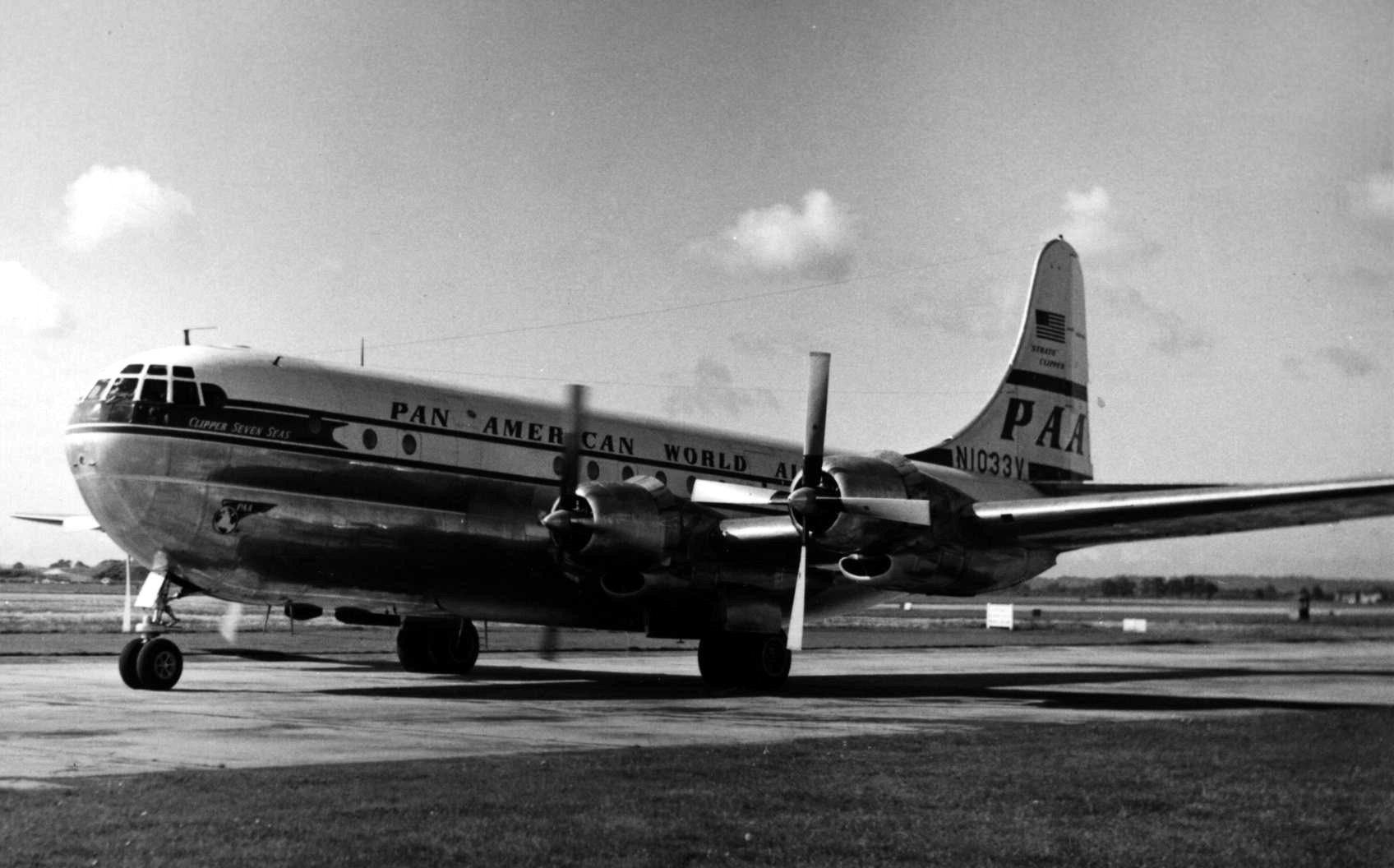
Boeing 377 Stratocruiser Pan Am, схожий на той, що використовувався ВПС Ізраїлю для перевезення VIP-персон

У 1960-х роках Повітряні сили Ізраїлю вирішили використовувати свої вантажні літаки Boeing 377 Stratocruiser, здатні здійснювати далекі перельоти, в якості VIP-літаків для міністерських візитів за кордон. Літаки, які спочатку були цивільними авіалайнерами, що перебували на озброєнні Pan Am, були придбані ВПС Ізраїлю уживаними у 1962 році і переобладнаними у вантажно-транспортної конфігурації. Один зі стратокрейсерів, що перебував на озброєнні IAF, FX-FPY Masada (колишній Pan Am's Princess of the Pacific), використовувався IAF у 1966 році для перевезення тодішнього прем'єр-міністра Леві Ешколя під час поїздки довжиною 25 000 км (16 000 миль) до кількох африканських країн, включаючи Кенію, Уганду, Мадагаскар, Конго, Ліберію, Сенегал та Кот-д'Івуар.

### 1970—2000-ті

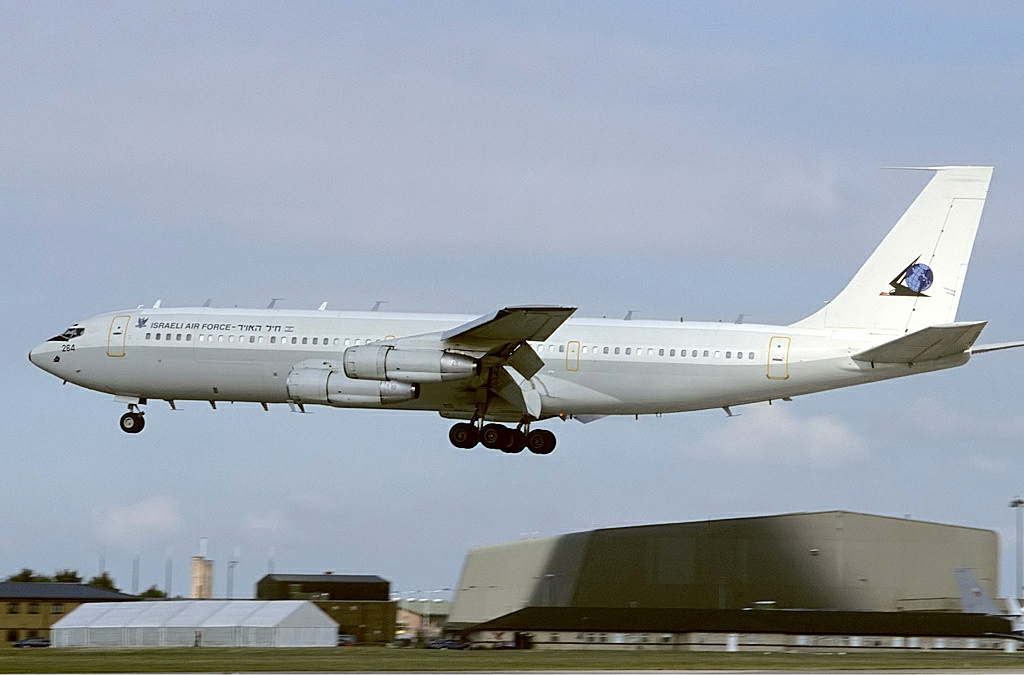
Boeing 707 Re'em ВПС Ізраїлю, що використовувався для перевезення VIP-персон

Починаючи з 1970-х років, ЦАХАЛ вирішив виконувати завдання з перевезення VIP-персон, використовуючи свої реактивні авіалайнери Boeing 707. Партія 707-х, що отримала назву Re'em (Oryx), а також придбані уживані комерційні авіалайнери, були переобладнані для використання у військових цілях компанією Israel Aerospace Industries (IAI). 707-ті, які спочатку призначалися для дозаправки літаків у повітрі, були швидко переобладнані для виконання транспортних завдань за потреби. Однак, основними недоліками літаків були їхній вік і нездатність здійснювати трансатлантичні рейси без необхідності дозаправки.
На одному з літаків Boeing 707, № 118, літав прем'єр-міністр Менахем Беґін літав під час його офіційного візиту до Єгипту в 1979 році. Інший літак, № 272, обслуговував прем'єр-міністрів Беньяміна Нетаньягу, Ехуда Барака та Аріеля Шарона під час їхнього перебування на посадах. Водночас, ще один літак 707, який спочатку використовувався президентом Єгипту Анваром Садатом під час його історичного візиту до Ізраїлю в 1977 році, а потім був проданий Єгиптом у 2005 році, був придбаний ВПС Ізраїлю в 2011 році для виконання обов'язків ААR/VIP-перевезень.

### 2000—дотепер

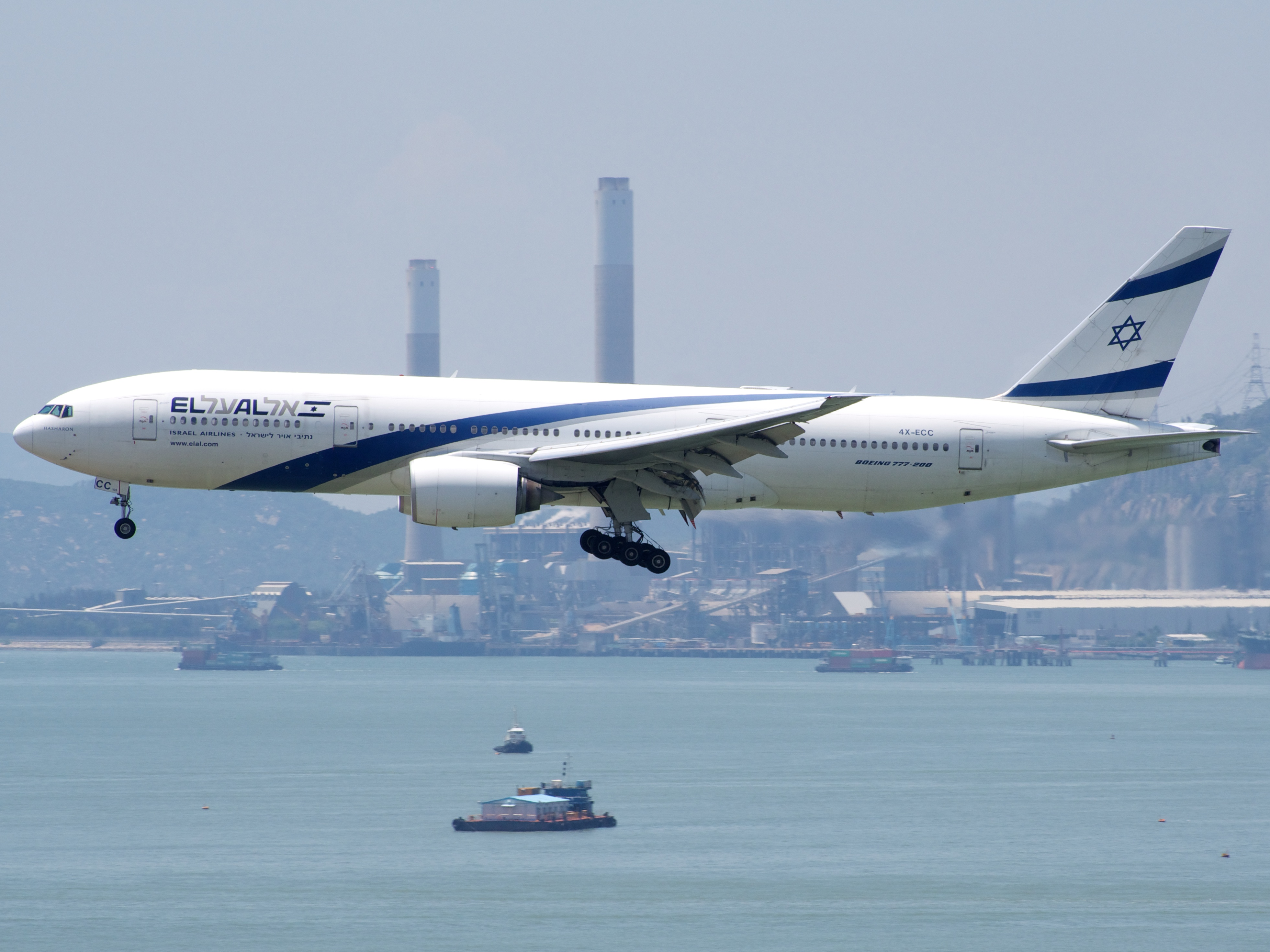
Boeing 777 авіакомпанії El Al, схожий на той, що орендується для офіційних візитів за кордон

З початку 2000-х років вищі посадові особи ізраїльського уряду, включно з президентом і прем'єр-міністром, перевозяться за кордон комерційними авіалайнерами, орендованими Міністерством оборони Ізраїлю у компанії El Al, ізраїльського флагмана авіаперевезень. Хоча цей закон набув чинності на початку 2000-х років, практика комерційних перевезень ізраїльських чиновників за кордон існувала ще в 1970-х роках; прем'єр-міністри Голда Меїр і Менахем Беґін обидва вважали за краще подорожувати комерційними рейсами на далекі міжнародні маршрути. Тим не менш, з міркувань безпеки, вищим посадовим особам виконавчої влади дозволялося подорожувати тільки ізраїльськими авіалініями.
В даний час для міжнародних рейсів на короткі відстані зазвичай використовуються літаки Boeing 737 авіакомпанії El Al, в той час як більші широкофюзеляжні літаки, такі як Boeing 767 і Boeing 777, використовуються для далеких трансконтинентальних подорожей. До недавнього часу, напередодні міжнародної поїздки, Міністерство оборони зазвичай оголошувало конкурс серед ізраїльських авіакомпаній для перевезення прем'єр-міністра. Оскільки El Al є єдиною авіакомпанією, яка експлуатує широкофюзеляжні літаки великої дальності, кілька прем'єр-міністрів, як правило, обирали її, а не інші варіанти.
Однак практика комерційних VIP-перевезень неодноразово піддавалася критиці через численні проблемні питання, насамперед з точки зору безпеки: літаки, призначені для перевезення вищих посадових осіб, не мали зашифрованого зв'язку. Ця проблема була висвітлена в 2014 році, коли високопоставлені співробітники ізраїльської розвідки скаржилися на неможливість передати конфіденційну інформацію прем'єр-міністру під час польотів на зафрахтованих літаках, які не мали зашифрованих систем. Іншою проблемою, пов'язаною з міркуваннями безпеки, були непередбачувані невдачі: у 2019 році прем'єр-міністр Нетаньягу був змушений відкласти зворотний рейс з Польщі, коли Boeing 777, на який він сів, був випадково пошкоджений наземним транспортним засобом безпосередньо перед зльотом. Інший інцидент за участю Нетаньягу стався у 2023 році, коли літак Boeing 777, який мав доставити Нетаньяху до Італії, був затриманий на кілька годин через те, що кілька пілотів авіакомпанії El Al відмовилися керувати літаком на знак протесту проти його політики.

## Літак

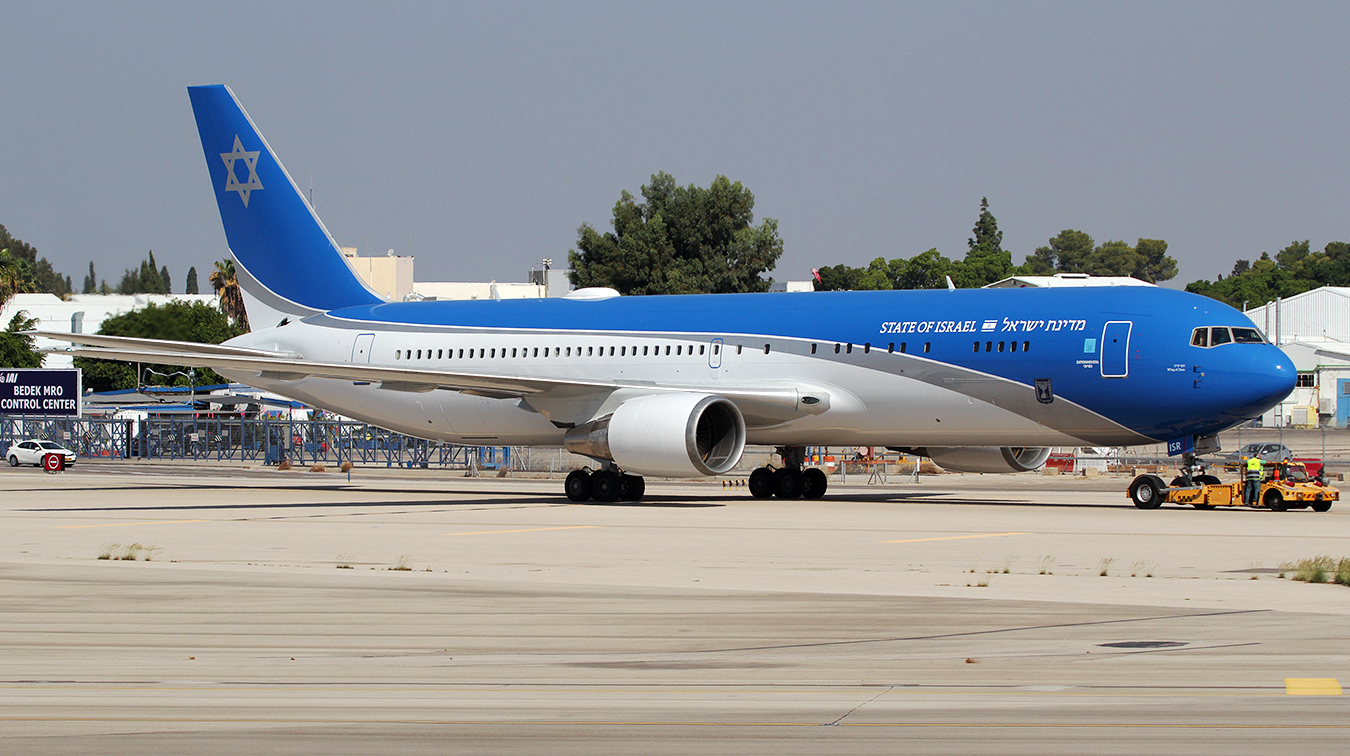
«Крило Сіону» під час фінальних випробувань, 2019 рік

Це пасажирський літак Boeing 767-338ER, який раніше належав Australian Airlines і Qantas, і на момент його придбання Ізраїлем йому було близько 20 років. Літак прибув до Ізраїлю в 2016 році і був переобладнаний до 2019 року за 207 мільйонів доларів. Він включає в себе особистий кабінет для прем'єр-міністра, спальню-люкс, конференц-зал і військову кімнату.
3 листопада 2019 року літак здійснив свій перший випробувальний політ.
Початковий бюджет на його придбання, переобладнання та модернізацію становив 393 мільйони шекелів (115 мільйонів доларів США), який до моменту першого польоту зріс на 50 відсотків до 580 мільйонів шекелів. Очікувалося, що експлуатація літака коштуватиме платникам податків 44,6 мільйона шекелів щорічно. Купівля спеціального літака була розкритикована — особливо після того, як вона значно перевищила початковий бюджет — і його урочисте відкриття кілька разів відкладалося. У 2020 році повідомлялося, що офіс тодішнього прем'єр-міністра Беньяміна Нетаньягу наказав законсервувати літак, побоюючись, що це викличе критику під час великої економічної кризи зі зростаючим безробіттям внаслідок пандемії коронавірусу.
7 грудня 2021 року, після суперечок щодо його необхідності та вартості, літак отримав остаточне схвалення і завершив процес реєстрації та перевірки в Управлінні цивільної авіації Ізраїлю. Незважаючи на його готовність, наступні прем'єр-міністри Нафталі Беннет і Яір Лапід вирішили не використовувати літак.
У травні 2022 року було оголошено, що літак буде переведений на технічне обслуговування в спеціально побудований ангар на авіабазі Неватім в очікуванні рішення про його подальше використання. Були висунуті різні пропозиції, включаючи його перетворення на військовий паливозаправник або продаж для цивільного використання після того, як з нього будуть зняті всі механізми оборони та зв'язку високого рівня.
У січні 2023 року, з поверненням до влади прем'єр-міністра Беньяміна Нетаньягу, літак повернули в бойову готовність. 13 квітня 2024 року літак вилетів з авіабази Неватім на півдні Ізраїлю.
Перший офіційний політ державний літак здійснив 16 липня 2024 року, перевозячи обладнання та деяких членів делегації безпеки для майбутнього візиту Нетаньягу до США. Через брак місця літак здійснював два окремі рейси з інтервалом у тиждень, а другим рейсом перевозив решту супроводу — помічників, охоронців і журналістів.
Станом на 2024 рік кожен трансконтинентальний переліт на літаку коштує понад 200 000 доларів.